# Nicarágua nos Jogos Pan-Americanos de 2011
A Nicarágua participou dos Jogos Pan-Americanos de 2011 em Guadalajara, no México.

## Desempenho

### Levantamento de peso
Masculino
| Atleta    | Categoria | Resultado (kg) | Resultado (kg) | Resultado (kg) | Posição |
| Atleta    | Categoria | Arranque       | Arremesso      | Total          | Posição |
| --------- | --------- | -------------- | -------------- | -------------- | ------- |
| Eddy Peña | Até 69 kg | 110            | 140            | 250 kg         | 8º      |

Feminino
| Atleta        | Categoria | Resultado (kg) | Resultado (kg) | Resultado (kg) | Posição |
| Atleta        | Categoria | Arranque       | Arremesso      | Total          | Posição |
| ------------- | --------- | -------------- | -------------- | -------------- | ------- |
| Silvia Artola | Até 58 kg | 73             | 97             | 170 kg         | 5º      |

### Remo
| Atleta                                                  | Prova                | Elim.   | Elim.     | Repescagem | Repescagem | Final       | Final         |
| Atleta                                                  | Prova                | Tempo   | Pos.      | Tempo      | Pos.       | Tempo       | Pos.          |
| ------------------------------------------------------- | -------------------- | ------- | --------- | ---------- | ---------- | ----------- | ------------- |
| Vicente Vanegua Felipe Jarquín                          | Dois sem masculino   | 7:23.41 | 5º/bat. 1 | 7:25.16    | 5º/rep. 1  | 7:21.78     | 9º/3º Final B |
| Vicente Vanegua Felipe Jarquín Eddy Vanega Hector Potoy | Quatro sem masculino | 6:49.04 | 4º/bat. 2 | 6:41.26    | 5º/rep. 1  | 6:34.64     | 7º/1º Final B |
| Vicente Vanegua Felipe Jarquín Eddy Vanega Hector Potoy | Quatro sem masculino | 8:52.91 | 4º/bat. 1 | 8:56.17    | 5º/rep. 1  | Não avançou | 7º            |

Legenda
| Recorde mundial                  | Recorde mundial (World record)               |                       | Recorde africano                      | Recorde africano (African) |                                           | Q | Classificado por posição (Qualified) |
| Recorde dos Jogos Pan-Americanos | Recorde pan-americano (Pan-American record)  | Recorde da América    | Recorde da América (Americas)         | q                          | Classificado por melhor tempo (Qualified) |   |                                      |
| Melhor marca do ano              | Melhor marca do ano (World leading)          | Recorde asiático      | Recorde asiático (Asian)              | DNS                        | Não largou (Did not start)                |   |                                      |
| Recorde nacional                 | Recorde nacional (National record)           | Recorde europeu       | Recorde europeu (European)            | DNF                        | Não terminou (Did not finish)             |   |                                      |
| Recorde pessoal                  | Recorde pessoal do atleta (Personal best)    | Recorde da Oceania    | Recorde da Oceania (Oceania)          | DSQ / DQ                   | Desclassificado (Disqualified)            |   |                                      |
| Recorde da temporada             | Recorde da temporada do atleta (Season best) | Recorde sul-americano | Recorde sul-americano (South America) | NM                         | Sem marca (No mark)                       |   |                                      |